# Spirobolus cupulifer
Spirobolus cupulifer är en mångfotingart som beskrevs av Voges 1878. Spirobolus cupulifer ingår i släktet Spirobolus och familjen Spirobolidae. Inga underarter finns listade i Catalogue of Life.